# Unione Sportiva Pro Vercelli 1998-1999
Questa voce raccoglie le informazioni riguardanti l'Unione Sportiva Pro Vercelli nelle competizioni ufficiali della stagione 1998-1999.

## Divise e sponsor
| Casa | Trasferta |

## Rosa
| N. |                   | Ruolo | Calciatore               |
| -- | ----------------- | ----- | ------------------------ |
|    | Italia (bandiera) | D     | Fabrizio Albonetti       |
|    | Italia (bandiera) | C     | Fabio Barbieri           |
|    | Italia (bandiera) | C     | Fabio Barison            |
|    | Italia (bandiera) | C     | Luca Beghetto            |
|    | Italia (bandiera) | C     | Alan Carlet              |
|    | Italia (bandiera) | C     | Giancarlo Cavaliere      |
|    | Italia (bandiera) | C     | Claudio Col              |
|    | Italia (bandiera) | C     | Antonino D'Agostino      |
|    | Italia (bandiera) | D     | Massimiliano Dal Compare |
|    | Italia (bandiera) | A     | Nicola Di Matteo         |
|    | Italia (bandiera) | C     | Marco Didu               |
|    | Italia (bandiera) | A     | Andrea Fabbrini          |

| N. |                   | Ruolo | Calciatore        |
| -- | ----------------- | ----- | ----------------- |
|    | Italia (bandiera) | C     | Roberto Fogli     |
|    | Italia (bandiera) | D     | Imerio Gallina    |
|    | Italia (bandiera) | C     | Ruben Garlini     |
|    | Italia (bandiera) | D     | Simone Groppi     |
|    | Italia (bandiera) | P     | Luca Mordenti     |
|    | Italia (bandiera) | D     | Gianpaolo Motta   |
|    | Italia (bandiera) | C     | James Pelucchetti |
|    | Italia (bandiera) | C     | Nicola Ragagnin   |
|    | Italia (bandiera) | A     | Matteo Righi      |
|    | Italia (bandiera) | C     | Maurizio Testa    |
|    | Italia (bandiera) | P     | Francesco Teti    |